# Pintoresquismo musical
El Pintoresquismo musical es una corriente dentro de la música clásica, y más concretamente dentro del movimiento romántico nacionalista, vinculado a la recuperación de aires y melodías propias de la tradición popular española, y especialmente andaluza, que se desarrolla a partir de mediados del siglo XIX.

## Vertientes
Dentro de la corriente general, podemos distinguir dos vertientes principales:
- Obras basadas en la utilización de aires y melodías nacionales, y especialmente andaluzas, aunque es muy usual igualmente el uso de la jota. En general, las composiciones de esta corriente, se formaron sobre el modelo de la "Fantasía sobre aires nacionales españoles" del compositor belga Françoise Auguste Gevaert, estrenada en Madrid, en 1850. Dentro de esta línea, destacan las obras de Jesús de Monasterio para violín y orquesta, contemporáneas a la de Gavaert, así como otras posteriores de José Izenga (´Fantasía de recuerdos de España), Román Jimeno (Fantasía imitativa de los cantos españoles), Tomás Bretón (Escenas andaluzas), Eduardo Ocón (Rapsodia andaluza), Luis Leandro Mariani (Recuerdos de Andalucía) y, por supuesto, Isaac Albéniz (Cataluña). En la escena internacional, podemos citar a Mijaíl Glinka y su Jota aragonesa, o a Franz Liszt, autor de otra Rapsodia española, aunque es especialmente entre los músicos franceses donde se da una profunda atracción por lo español: Édouard Lalo y su Sinfonía española, Georges Bizet en Carmen, o Emmanuel Chabrier, con España.[2]

- Obras pintoresquistas, es decir, obras que recurren a imágenes y aires del pasado y al exotismo. Esta tendencia, general en toda la música del nacionalismo romántico europeo, adopta en España dos formas bien definidas:
  - Por un lado, el casticismo, vinculado a la imagen del Madrid populista del siglo XVIII.
  - Por otro, el Andalucismo musical, con una simbiosis de elementos de origen andaluz (contrabandistas, bandoleros), tópicos de la sociedad del XIX (toreros, gitanos) e imágenes del pasado andalusí.

## El Andalucismo musical
La última de las corrientes citadas es, precisamente, la que tiene más impacto en el mundo musical europeo, hasta el punto de que la tendencia orientalista acaba identificándose con Andalucía. Su origen está en la obra de los primeros compositores románticos españoles, como Fernando Sor o José Melchor Gomis, "que habían basado una parte de su producción en la sonoridad de la guitarra y las cadencias andaluzas", en lo que se conoce como flamenquismo o españolismo de pandereta, destinado a la exportación y que fue asumido como tópico por los compositores europeos, hasta el punto de que muchas obras llevan títulos andaluces, aun sin contener en absoluto elementos de su música, como consecuencia de una mera identificación de lo andaluz con lo árabe y, de ahí, con lo exótico. Son numerosos los autores españoles que desarrollaron su trabajo bajo este planteamiento: Miguel Carreras (Al pie de la reja), José Espí y Ulrich (Junto a la reja), José María Echeverría (Serenata española), José María Benaiges (Zambra), Gaspar Espinosa de los Monteros (Moraima), Pedro Miguel Marqués (Sinfonía nº 3), Antonio López Almagro (El Thader), etc. 

### El Alhambrismo
Dentro de esta corriente se enmarca el alhambrismo, que es el compendio total entre las tendencias populistas antes citadas y el revival neo-árabe, como consecuencia del carácter simbólico de la Alhambra, "doblemente romántica por su origen medieval y oriental". El alhambrismo aparece inicialmente, a comienzos del siglo XIX, como un movimiento cultural, impulsado por obras literarias como "A very mournful ballad on the siege and conquest of Alhama" (Lord Byron, 1806), "Les adventures du dernier Abencérage" (François-René de Chateaubriand, 1826), "Orientales" (Víctor Hugo, 1829), "Cuentos de la Alhambra" (Washington Irving, 1832), "Leila or the siege of Granada" (Edward Bulwer Lytton, 1838) o "Abén Humeya" (Francisco Martínez de la Rosa), obras todas ellas herederas de una tradición de novela iniciada por "Historia de los bandos de los zegríes y abencerrajes" (Ginés Pérez de Hita, 1595), obra que se recuperó y reeditó de forma abundante en la época romántica. Este movimiento se extendió a la pintura (Henry Regnault -"Execution à Grenade" , 1869- o Jenaro Pérez Villaamil) y a la arquitectura (Narciso Pascual y Colomer, Emile Boeswillwald, Enrique Fort, etc.).

### El Alhambrismo musical
En música, encontramos obras instrumentales como "Los gnomos de la Alhambra", de Ruperto Chapí; la obra homónima de Ramón Noguera Bahamonde; "En la Alhambra" de Tomás Bretón y, sobre todo, "Adiós a la Alhambra" de Jesús de Monasterio, compuesta en 1855 y muy difundida por toda Europa. También encontramos su presencia en diversas zarzuelas: "Boabdil, el último rey de Granada", de Baltasar Saldoni (1845) o la "Conquista de Granada", de Emilio Arrieta (1850). Igualmente se da el alhambrismo en canciones como las de Isidoro Hernández hacia 1870 (Ecos del Harén); en óperas como "L'ultimo Abenzerraggio", de Felipe Pedrell (1874); así como en la obra para piano de autores como Isaac Albéniz (Suite morisca) o Emilio Serrano (Narraciones de la Alhambra).
Este alhambrismo musical se caracteriza, siguiendo a Ramón Sobrino, por varios elementos:
- La utilización sistemática de la cadencia andaluza o tetracordo menor natural descendente, por grados conjuntos, desde la tónica a la dominante, dentro de un modo menor.
- Giros melódicos conteniendo el intervalo de segunda aumentada, típico de la música árabe.
- Utilización de numerosos melismas en la melodía.
- Estructura poliseccional de las piezas.
- Empleo alternativo de los modos menor y mayor a lo largo de la obra.
- Predominio de la tonalidad de la.
- En la música cantada, temática de ambiente orientalista basado en lugares o personajes de la Alhambra.